# Јапанска лака крстарица Нагара
Крстарица Нагара (јап:長良 軽巡洋艦) је била јапанска лака крстарица из серије лаких крстарица класе Нагара, а име је добила по реци Нагара, која протиче кроз регион Чибу, Јапан.

## Позадина
Крстарица Нагара је била први од шест бродова серије јапанских лаких крстарица класе Нагара. Као и остали бродове ове класе, она је била предвиђена за задатке заставног брода флотиле разарача или подморница, а одиграла је значајну улогу приликом инвазије јапанских снага на Филипине и Холандску Источну Индију.

## Служба

### Рани период
Нагара је грађена у бродоградилишту Сасебо и комплетирана је 21. априла 1922. године. Убрзо по завршетку градње, Нагара је пребачена у јапанску поморску базу Порт Артур, одакле обавља патролне задатке дуж кинеске обале. Када је отпочео Други Кинеско-Јапански рат, Нагара је укључена у заштиту јапанских транспорта, који су превозили војнике и технику ка Шангају, а затим наставља са патролом дуж кинеске обале и по реци Јангцекјанг, све до пред крај 1939. године. Од 30. јануара до 8. априла 1941. године, Нагара учествује у јапанској инвазији на Француску Индокину, а од 10. јуна до 9. септембра исте године, штити искрцавања јапанских трупа на обалама јужне Кине.

### Инвазија на Филипине и Холандску Источну Индију
Дана, 10. септембра 1941. године, крстарица Нагара је уврштена у састав 16. дивизије крстарица, јапанске Треће флоте вицеадмирала Ибо Такахашија, заједно са лаким крстарицама Кума, и Натори, и 5. флотилом разарача. Нагара постаје 26. новембра 1941. године заставни брод 4. јуришне групе, под командом контраадмирала Кјуђи Кубоа, и налази се у бази Палау у време напада на Перл Харбор.
Током 11. и 12. децембра 1941. године, крстарица Нагара покрива искрцавања јапански трупа код Легаспија, Лузон, Филипини, а у периоду од 24. до 30. децембра 1941. године, покрива нова искрцавања јапанских трупа на неколико тачака југоисточног Лузона.
Јануара 1942. године, Нагара обезбеђује искрцавање 1. Сасебо специјалне морнаричке десантне јединице код места Менадо, Кена и Кендари на острву Сулавеси. Дана, 25. јануара 1942. године, у луци Кендари, јапански разарач Хацухару удара у крстарицу Нагара, оштећујући јој труп. Контраадмирал Кубо, пребацује своју заставу на разарач Хацушимо, а крстарицу Нагара шаље у базу Давао ради ремонта.
По завршеном ремонту и повратку на Сулавеси 4. фебруара 1942. године, контраадмирал Кубо враћа своју заставу на крстарицу Нагара, након чега она узима учешће у обезбеђењу инвазије на Макасар. Око поноћи, 6. фебруара 1942. године, јапанске инвазионе снаге су опажене од америчке подморнице Скалпин, која сматрајући да је крстарица Нагара једна од јапанских лаких крстарица класе Тенрју, испаљује два торпеда ка њој; једно торпедо промашује, а друго прерано експлодира.
Дана, 17. фебруара 1942. године, Нагара ескортује транспортне бродове на којима су се налазили војници 48. јапанске пешадијске дивизије, ради инвазије на острва Бали и Јава. Током ове операције, британска подморница Труент испаљује 6 торпеда ка крстарици Нагара, али сва промашују.
Јапанска Трећа флота је расформирана 10. марта 1942. године, и замењена је Другом Јужном експедиционом флотом, под командом вицеадмирала Такахашија. Крстарица Нагара остаје у састав 16. дивизије крстарица, под командом контраадмирала Кензабуро Харе, заједно са лаким крстарицама Кину и Натори.
Дана, 29. марта 1942. године, Нагара је била део снага које освајају Божићно острво. Током ове операције, америчка подморница Сувулф испаљује три торпеда ка крстарици Нагара, али сва промашују. Нагара одлази за Јапан 2. априла 1942. године, где се у бази Маизуру на њој монтирају два двоцевна против-авионска митраљеза од 13 mm.
Након завршеног ремонта, Нагара постаје заставни брод 10. флотиле разарача контраадмирала Сусуми Кимуре, у чијем саставу су се налазили разарачи: Новаки, Араши, Хагиказе, Маиказе, Макигумо, Казагумо, Југумо, Ураказе, Исоказе, Хамаказе и Таниказе, а била је у склопу Прве флоте адмирала Чуичи Нагуме.

### Битка за Мидвеј
Током битке за Мидвеј, Нагара се налазила у сатаву Нагумових ударних снага носача авиона, у чијем саставу су се налазили носача авиона Акаги, Кага, Сорју и Хирју, бојни крсташи Харуна и Киришима, и тешке крстарице Тоне и Чикума. Дана, 4. јуна 1942. године, Нагара изводи неуспешан напад на америчку подморницу Наутилус, након што је подморница извела торпедни напад на бојни крсташ Киришима. Када је током битке, на носачу авиона Акаги услед погодака бомби, избио пожар, вицеадмирал Нагумо пребацује своју заставу на разарач Новаки, а затим на крстарицу Нагара. Крстарица Нагара се безбедно враћа у Јапан, 13. јуна 1942. године.

### Борбе за Соломонова острва
Дана, 14. јула 1942. године, 10. флотила разарача, заједно са крстарицом Нагара је уврштена у поново формираној Трећој флоти, и одлази 16. августа 1942. године, ка бази Трук, Каролинска острва. У саставу Треће флоте су се налазили носачи авиона Шокаку, Зуикаку и Рјухо, бојни крстарши Хиеи и Киришима, тешке крстарица Тоне и Чикума, и разарачи Акигумо, Макигумо, Казагумо, Југумо, Акизуки, Хацуказе, Новаки, Амацуказе, Маиказе, Таниказе и Токицуказе.
Крстарица Нагара, учествује 25. августа 1942. године у бици код Источних Соломона, у којој пролази без оштећења, и одлази ка бази Трук, где стиже 5. септембра 1942. године. Током септембра месеца, Нагара врши неколико пловидба на релацији Трук - Соломонова острва.
Током 25. и 26. октобра 1942. године, Нагара узима учешће у бици код Санта Круз острва, у којој такође пролази без оштећења, и враћа се у базу Трук.
Дана, 9. новембра 1942. године, контраадмирал Кимура и Нагарина флотила су додељени као заштита бојним крсташима Хиеи и Киришима, у мисији пребацивања 14.500 војника, тешког наоружања и и друге војни опреме на Гвадалканал. Јапански план је прдвиђа, да пре искрцавања бојни крсташи бомбардују Гвадалканалски аеродром „Хендерсеново поље“. Ова јапасна акција доводи до битке познате као прва поморска битка за Гвадалканал и одиграла се 13. новембра 1942. године. Током ове битке, разарачи Акацуки и Јудачи су потопљени, док су разарачи Амацуказе, Мурасаме и Иказучи, као и бојни крсташ Хиеи, оштећени. Нагара се у овој бици нашла под ватром америчке тешке крстарица Сан Франциско, која је погађа једним пројектилом од 203 mm и убија шест члана њене посаде, међутим, причињена штета на крстарици Нагара је била јако мала. Нагара се повлачи ка западу, обилазежи острво Саво, притом ескортује бојни крсташ Киришима, који је вукао бојни крсташ Хиеи. Бојни крсташ Хиеи је нешто касније потопљен од америчких авиона са аеродрома „Хендерсеново поље“ и носача авиона Ентерпрајс, као и бомбардера Б-17 летеће тврђаве, који су долетели са аеродрома на острву Еспириту Санто.
Вицеадмирал Гуничи Микава напушта Шортлендска оства и одлази ка Гвадалканалу на крстарици Чокаи, заједно са тешком крстарицом Кинугаса, лаком крстарицом Исузу и разарачима Арашио и Асашио. Држећи се оригиналног плана адмирала Конде, он својим крстарицама бомбардује аеродром „Хендерсеново поље“, са места одакле адмирал Абе није успео својим бојним крсташима. Крстарице Маја, Сузуја и Тенрју, као и разарачи Казагумо, Макигумо, Мичишио и Југумо се прикључују бојном крсташу Киришима, крстарицама Атаго, Такао и Нагара, и шест разарача, формирајући нову заштитну групу.
Јапанска заштитна група се 15. новембра 1942. године, сусреће са америчким бродови те се наставља поморска битка код Гвадалканала, која је започела два дана раније. Нагара и њени разарачи пуцају на америчке бродове из својих топава, а испаљују и већи број торпеда. Током битке, више од 30 торпеда су Јапанци лансирали ка америчком бојном броду Саут Дакота, али сва промашују. Међутим, потопљени су амерички разарачи Пристон и Велк, док је оштећен разарач Бенхем, којег следећег дана потапа сопствена посада. На јапанској страни, Киришима и разарач Ајанами су потопљени, док је Нагара прошла неоштећено и враћа се 18. новембра 1942. године у базу Трук.
Дана, 20. новембра 1942. године, Нагара постаје заставни брод 4. флотиле разарача, под командом контраадмирала Такаме. Новоизграђена лака крстарица Агано, замењује крстарицу Нагаро на место заставног брода 10. флотиле разарача. Јапанска 4. флотила разарача се састојала од три дивизије са девет разарача; 2. дивизија разарача - 3 разарача, 9. дивизија разарача – 2 разарача и 27. дивизија разарача – 4 разарача.
Након повратка у базу Маизуру ради ремонта, крајем 1942. године, кула главне ариљерије бр.5 је одстрањена са крстарице Нагара. Током школског артиљеријског гађања код Саипана, Нагара је лакше оштетила надградњу, након једне случајне експлозије пројектила. Нагара се враћа у базу Трук 25. јануара 1943. године.
Почетком фебруара, Нагара учествује у евакуацији 11.700 преживелих јапанских војника са Гвадалканала (Операције „Ке").
Јуна 1943. године, крстарица Нагаро транспортује 2. Јокосука поморску десантну јединицу ради окупације острва Науру.

### Операције на Јужном Пацифику
Јула 1943. године, Нагара је ангажована у пратњи носач авиона Џунјо, који је преносио авионе до Кавиенга, Нова Гвинеја. Док је пристајала, Нагара детонира једну мину, која је ноћ раније избачена из авиона ПБЈ Каталина. Мина је само лакше оштетила њен доњи део прамца, и крстарица је била способна за даље операције.
Дана, 20. јула 1943. године, 4 флотила разарача је деактивирана, и Нагара замењује лаку крстарицу Џинцу на месту заставног брода 2. флотиле разарача, под командом контраадмирала Шињи Исакија, у саставу Друге флоте. Друга флотила разарача је у свом саставу имала 23-ћу, 27-му и 31-ву дивизију разарача, плус три придодата разарача. Нагара је 20. августа 1943. године, замењена новом крстарицом Ноширо, са места заставног брода 2. флотиле разарача, и поново је уврштена у Једанаесту флоту, под командом вицеадмирала Томошиге Самеђиме. Такође, Нагара се враћа у базу Маизуру, где се на њој поставља један радар за ваздушно осматрање Тип-21, и 4 двоцевна против-авионска топа од 25 mm.
Нагара, 1. новембра 1943. године, замењује крстарицу Кашима на месту заставног брода Четврте флоте вицеадмирала Масами Кобајашија, а 14. новембра, штити крстарицу Ноширо, која је вулка крстарицу Агано назад ка бази Трук, након што је била торпедована од америчке подморнице Скемп.
Дана, 22. новембра 1943. године, као одговор на америчка искрцавања на атол Тарава и Гилбертова острва, Нагара напушта базу Трук и одлази ка бази Кваџалејн, где стиже 26. новембра. Међутим, нападнута је од америчких авиона TBM авенџер и SBD донтлис из оперативне групе ТГ-50.3, у којој су се налазили носач авиона Ентерпрајс и Есекс. Приликом овог напада америчких авиона, Нагара је прилично оштећена, те је морала да се врати у Јапан, јануара 1944. године.
У бази Маизур, почевши од 26. јанауара 1944. године, на крстарица Нагара су започети радови на њеној новој модернизацији. На место куле бр. 7 главне артиљерије, која је одстрањена, постављен је један не заштићени против-авионски топ од 127 mm. Предњи и крмени двоцевни торпедни апарати су одстрањени, а постављена су два четвороцена према задњем делу брода. Катапулт је такође уклоњен, а постављена су два троцевна против-авионска топа од 25 , чиме је број њихових цеви увећан на 22 (2x3, 6x2, 4x1). Шине за дубинске бомбе су инсталиране на крми, а постављен је и један хидрофон на прамцу.
Дана, 15. маја 1944. године, Нагара замењује крстарицу Тацута на месту заставног брода 11. флотиле разарача, која се директно налазила под Комбинованом флотом. Она остаје у јапанске домаће воде, вежбајући са новим разарачима и ескортује конвоје до острва Огасавара у јун, и Окинава у јулу 1944. године. На новој модернизацији, која је отпочела у Јокосуки 2. јула 1944. године, постављена су још 10 једноцевна против-авионска топа од 25 , чиме је њихов број достигао 32. цеви (2X3, 6x2, 14x1), а постављен је и један радар за површинско осматрање Тип-22.
Крстарица Нагара је 7. августа 1944. године, на путу од Кагошиме ка Сасебу, опажена од америчке подморнице Крокер, која се налазила на својој првој борбеној патроли. Америчка поморница испаљује салву од четири торпеда са даљине од 1.300 јарди, од којих једно погађа крстарицу Нагара у десни бок. Нагара урзо тоне заједно са својим капетаном и 348 члана посаде, док је 235 преосталих чланова посаде спашено.
Нагара је обрисана из списка јапанске морнарице 10. октобра 1944. године.

## Листа Капетана
- Капетан Ђиро Курода – 21. април 1922 — 10. новембар 1922.
- Капетан Кенсуке Фуџи – 10. новембар 1922 — 1. новембар 1923.
- Капетан Минокити Сато – 1. новембар 1923 — 1. новембар 1924.
- Капетан Теикичи Хори – 1. новембар 1924 — 24. октобар 1925.
- Капетан Ђунзо Јошитаке – 24. октобар 1925 — 1. децембар 1927.
- Капетан Ђиро Бан – 1. децембар 1927 — 21. децембар 1927.
- Капетан Тацуо Сагара –21. децембар 1927 — 10. децембар 1928.
- Капетан Ичиро Сато – 10. децембар 1928 — 1. мај 1929.
- Капетан Сеизабуро Мицуи – 1. мај 1929 — 30. новембар 1929.
- Капетан Соносуке Кобајаши – 30. новембар 1929 — 1. децембар 1930.
- Капетан Канае Ваки – 1. децембар 1930 — 1. децембар 1931.
- Капетан Казуо Таниике – 1. децембар 1931 — 1. децембар 1932.
- Капетан Такуширо Ватанабе – 1. децембар 1932 — 15. новембар 1933.
- Капетан Такео Такаги – 15. новембар 1933 — 15. новембар 1934.
- Капетан Ђиро Мацунага – 15. новембар 1934 — 15. новембар 1935.
- Капетан Садамичи Каџиока – 15. новембар 1935 — 1. децембар 1936.
- Капетан Мицухару Мацујама – 1. децембар 1936 — 20. фебруар 1937.
- Капетан Хачиро Накао – 20. фебруар 1937 — 10. новембар 1937.
- Капетан Торао Савада – 10. новембар 1937 — 15. јул 1938.
- Капетан Шиничи Ичисе – 15. јул 1938 — 15. децембар 1938.
- Капетан Хеитаро Едо – 15. децембар 1938 — 1. јул 1939.
- Капетан Хидео Јано – 1. јул 1939 — 1. новембар 1940.
- Капетан Акира Сођи – 1. новембар 1940 — 10. септембар 1941.
- Капетан Тошио Наои – 10. септембар 1941 — 10. јул 1942.
- Капетан Јошиоки Тавара – 10. јул 1942 — 20. новембар 1942.
- Капетан Кацукијо Шинода – 20. новембар 1942 — 16. август 1943.
- Капетан Масајуки Китамура – 16. август 1943 — 7. април 1944.
- Капетан Шиничи Кондо – 7. април 1944 — 8. мај 1944.
- Капетан/Контраадмирал Гиичиро Накахара – 8. мај 1944. – †7. август 1944.